# Media Gateway Control Protocol (Protokoll)
Das Media Gateway Control Protocol (MGCP) ist ein Netzwerkprotokoll zur Steuerung von VoIP-Gateways. MGCP ist in RFC 2705 beschrieben und ist ein Master/Slave-Protokoll, welches die Steuerinformationen in Klartext (wie SIP) überträgt. Das VoIP-Gateway arbeitet als Slave und wird von einer Vermittlungseinrichtung (z. B. VoIP-Telefonanlage, im Standard englisch Call Agent) gesteuert.

## Funktionsweise
MGCP-Gateways werden über acht unterschiedliche Steuerinformationen (Kommandos) gesteuert. Die Steuerinformationen werden in Klartext über UDP-Port 2427 übertragen.
| Steuerinformationen | Name                | Sender     | Beschreibung |
| ------------------- | ------------------- | ---------- | --- |
| AUEP                | AuditEndpoint       | Call Agent | Bestimmt den Zustand eines übergebenen Anschlusses (Endpunkt) |
| AUCX                | AuditConnection     | Call Agent | Findet bzw. meldet alle Parameter einer Verbindung. |
| CRCX                | CreateConnection    | Call Agent | Baut eine Verbindung zwischen zwei Endgeräten auf. |
| DLCX                | DeleteConnection    | Beide      | Vom Call Agent: Beendet eine aktuelle Verbindung. Vom Gateway (Schnittstelle): Zeigt an, dass eine Verbindung nicht länger gehalten werden kann.                                                                                         |
| MDCX                | ModifyConnection    | Call Agent | Ändert die Parameter einer aufgebauten Verbindung. |
| RQNT                | NotificationRequest | Call Agent | Weist das Gateway an, auf besondere Ereignisse wie z. B. Telefonhörer abheben/auflegen oder MFV-Töne zu reagieren. Wird auch als Anweisung ans Gateway verwendet, dem Endgerät ein Hörtöne zu übermitteln (z. B. Wähl- oder Besetztton). |
| NTFY                | Notify              | Gateway    | Informiert den Call Agent über angeforderte Ereignisse. |
| RSIP                | RestartInProgress   | Gateway    | Informiert den Call Agent, dass ein Endgerät oder eine Gruppe von Endgeräten abgemeldet wurden oder wieder angemeldet wurden. |

## Vor- und Nachteile
MGCP-Gateways werden von einer zentralen Vermittlungseinrichtung gesteuert. Die Intelligenz im Netzwerk wird also zentralisiert. Die Implementation und Administration von MGCP-Gateways ist einfacher als H.323-Gateways, da die zentrale Vermittlungseinrichtung die Steuerung übernimmt. Im Gegensatz zu H.323-Gateways hat die zentrale Vermittlungseinrichtung jederzeit einen aktuellen Status zu den einzelnen Schnittstellen eines Gateways.